# Народна іграшка

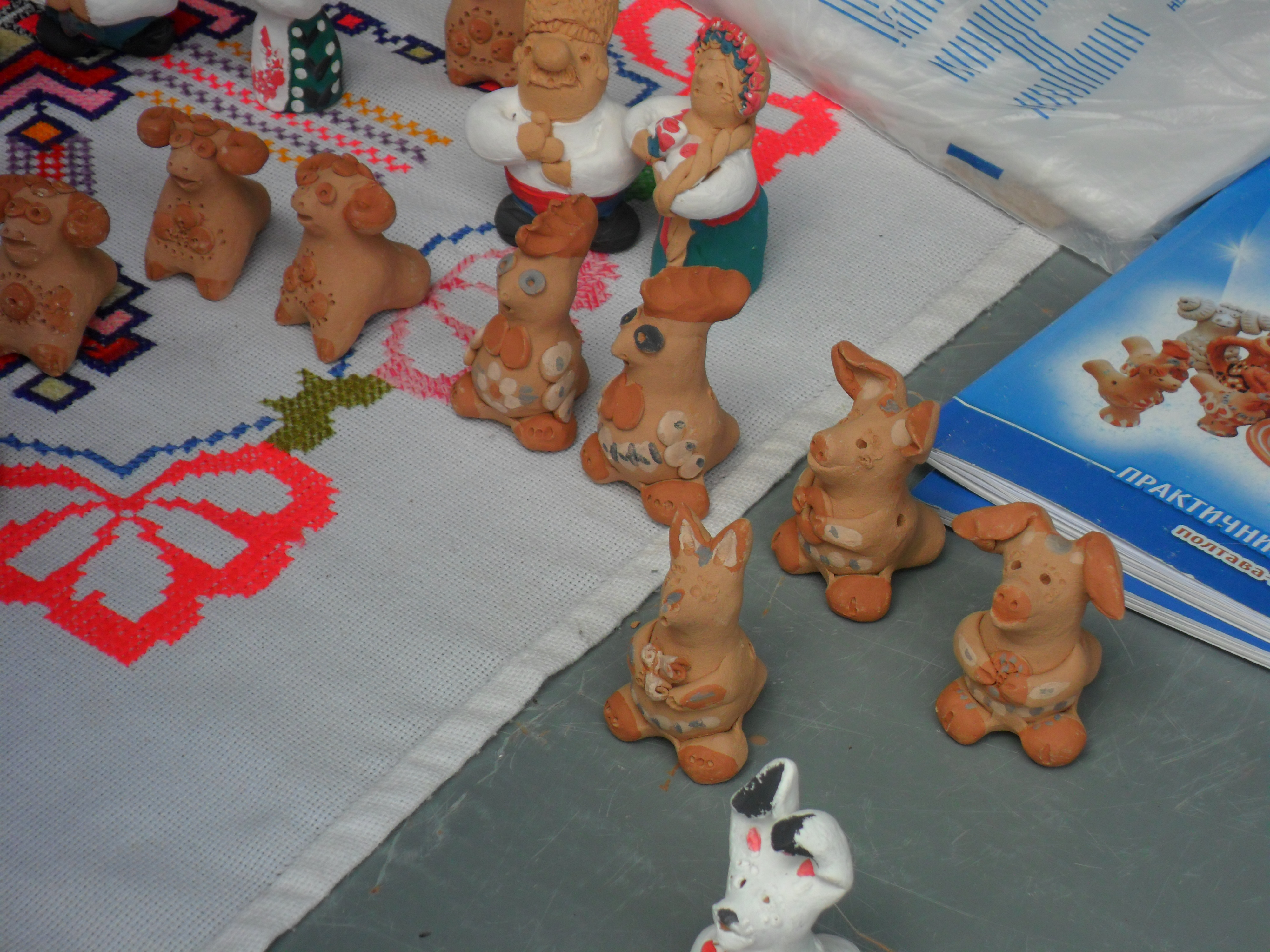
Опішнянський свищик

Народна іграшка - це  форма художньої творчості народу,   яка  поєднує в собі   багатогранність культури народу. В народі її ще називають цяцька, лялька,гарна цяцянка, виграшка, забавка. Народна іграшка поряд з колядками, казками, прислів'ями, приказками, думами є безцінним  національним надбанням.

## Історія розвитку народної іграшки
В української народної іграшки  багата історія, що зумовлена її популярністю у різні часи. Вона виховує дитину з самого народження.  Слов'яни завжди вірили в магічну силу іграшок, у їхню здатність оберігати від злих сил і хвороб.  Історія народної іграшки розпочинається  у сиву давнину.  Під час розкопок були виявлені іграшки  давнього Єгипта і стародавнього Китаю. На території України найдавніші прототипи іграшки виявлені в с. Мезин Коропського району Чернігівської області. Це були фігурки пташок, вовка чи собаки, виготовлені з мамонтового бивня приблизно 25 тис. років тому.  У могильнику на території Львівської області археологи знайшли   порожнисті фігурки пташок, що згодом трансформувалися в іграшки-свищики. Дитячі іграшки давніх слов'ян (дерев'яні коники, качечки) знайдено під час розкопок на Наддніпрянщині. Датовані вони приблизно X — початком XII ст. У той час були і так звані технічні іграшки: луки,  дзиґи.У дохристиянський період іграшки переважно зображали священних тварин, птахів, нтастичних істот, що свідчить про зв'язок  міфологією. У другій половині XVIII ст.на ярмарках  розпочалося виробництво іграшок на продаж. Жодний ярмарок не обходився без глиняних коників, баранчиків, півників,  ляльок, які були розписані орнаментом, прикрашені кольоровою глиною. Серед  іграшок Наддніпрянщини кінця XIX ст. — дерев'яні кухлі для набирання рідини, дерев'яні ляльки, маленькі моделі побутових речей (іграшкові товкачики, тачівки, рублі, дзиґи, вітрячки та ін. Популярними були механічні забавки з   руховими елементами — вирізані фігурки попарно з'єднаних планками ведмедів, ковалів, ткачів; Матеріали для виготовлення іграшки були різноманітними. Майстрували з усього, що було у природі: з глини, соломи, ялинових шишок, дерева тощо. Коли дитина народжувалась, її супутником з перших місяців ставала  "потешка".   Це могла бути засушена коробочка маку з насінням, тріскачка, яскравий клаптик тканини.
Крім розваги іграшки,як вважали батьки, привертали до маляти добрих духів, ангела-захисника, оберігали дитину від нечистої сили і пристріту. Брязкальце і м'яч  символізували небо і небесний світ,  єднали дитину зі світом добра.

## Керамічні іграшки
Сім тисяч років тому вже виготовляли свистульки, народні іграшки із свистковим отвором для добування звуку. Такою є зозулка, яка побутує на Полтавщині як дитяча іграшка.
Найбільш масовою народною іграшкою, яка виготовлялася в умовах промислів, є іграшка з глини. Ліпленням іграшок займалися навіть діти, настільки простими й традиційними вони були. Головне у цій справі було навчитися ліпити порожнистий тулуб (однаковий як для тварин, так і для птахів). Птахи-свищики вироблялисяв усіх гончарських промислах України: на Поділлі та Львівщині, в Опішнему й  Косові , на Харківщині й Київщині. Відрізняються  лише за розміром і декором. Свищиками є також скульптурки різних тварин: баранців, бичків, цапків, коників, оленів, чортів, свинок, собачок, а також; вершників на коні, "баринь", "кумів", "панночок", колисок-човнів з матір'ю та немовлям. Функція цих іграшок, крім ігрової, є ще й пізнавально-виховною. Іграшки-свищики, як і взагалі іграшки з глини, виготовлялися скрізь, де були гончарі. Але найбільш відомі гончарські центри, вироби яких позначені стильовою та образною своєрідністю, орнаментальними уподобаннями. Це -  Опішне (Полтавщина), Косів (Івано-Франківщина), Ічня (Чернігівщина), Громи (Черкащина), Дибинці, Васильків (Київщина), Бар, Бубнівка, Адамівка , Миколаїв, Стара Сіль (Львівщина), Валки (Харківщина),  Вишнівець, Гончарівка (Тернопільщина).

## Дерев'яні іграшки
Дерево є найдавнішим матеріалом, з якого  люди  почали виготовляти дитячі іграшки. Більшість іграшок із дерева належать до  акустично-механічних та рухливо-механічних іграшок. Це - деркачі, і фуркала, калатала, дерчаки, вітрячки, пташки на коліщатках з рухливими крильцями, візки, каруселі, коники на коліщатках. З дерева роблять також дитячі меблі, посуд, тачечки, грабельки, музичні інструменти, пташок-свищиків, півнів, коней, коней з вершниками тощо.   іграшкові музичні інструменти (сопілки, пищики, тарахкальця, тріскачки   виготовляли на Прикарпатті, у Яворові(Львівська область)
Дерев'яні іграшки  поділяють на:  іграшки виготовлені  з суцільного шматка дерева - вирізуванням, виточуванням;  іграшки виготовлені з окремих частин, які попередньо обробляли також вирізуванням, виточуванням і з'єднували столярними прийомами. А залежно від з'єднання іграшки поділяють  на:   нерухомі -   меблі, сани, скрипочки; рухомі - візочки, тачки, деркачі тощо.  
Селище Опішне (Полтавська область) відоме своїми керамічними іграшками, які відображали   природу,  побут, героїв казок, пісень, творів фантастики (коник, квочка з курчатами, пташниця, вершники, міські та сільські жінки у типовому одязі, звірі-музики тощо).
Гончарі виготовляи  маленькі іграшкові посудинки: глечики, макітерки,   горнятка тощо. Вони повторювали традиційні форми  посуду, а розписували  відповідно до місцевості, де виготовляли  
На Поділлі відомими осередками виготовлення керамічної іграшки були Бубнівка, Бар Вінницької області, Адамівка - Хмельницької, Калагарівка - Тернопільської області та ін. Найпопулярнішими тут були ляльки, коники і вершники. Ляльок завжди ліпили у святковому одязі, з намистом на шиї, модною зачіскою на голові; очі і рот позначали крапками і рисками. Подільські ляльки  у руках тримали дитину або під пахвою пташку. Традиційні іграшки-вершники зображали на коні селян, козаків, військових тощо. Подільські свищики мали вигляд тварин і птахів

## Іграшки з сиру
На Гуцульщині вівчарі ліпили іграшки з плавленого овечого сиру.  Вони виготовляли казкових оленів, баранчиків, фантастичних півників, коників, а повернувшись із полонини, дарували їх   дітям. У  XIX столітті виготовлення таких іграшок стало домашнім промислом. Найбільшими осередками промислу були села Брустурів, Річка, Снідавка і Шепіт теперішньої Івано-Франківської області.

## Оздоблення іграшок
Іграшки з різних місцевостей мали свій неповторний орнамент.
Яворівські іграшки є витворами мистецтва дякуючи художньому розпису. Він перетворює прості столярні вироби (дитячі меблі, музичні інструменти візки, коники, коники з вершниками тощо)  у вишукані речі. Орнаменти виконувались кількома кольорами:  червоним, зеленим і жовтим . Орнаментальних мотивів було  два: "колко" - залежно від розробки може набувати вигляду геометричної розетки, а також вигляду квітки-сонечка, кружальця із листочками всередині; і "вербівка" - це гнучка гілка з листочками типу вербових, чітко розібраних на симетричні ряди - червоний і темно-зелений. При оздобленні дерев’яних іграшок  враховували  природну текстуру і  забарвлення дерева.   
Для покращення художніх якостей і  безпечності іграшок   поверхні натирали бджолиним воском, від нього вони набували гладкості і приємного матового блиску. На Прикарпатті дитячі іграшки оздоблювали випалюванням, яке виконували   металевим прутиком з викарбуваним на одному його кінці рельєфного малюнку.  
У Косові були різні техніки оздоблення народної іграшки: вирізування,  столярні прийоми, пластичне оздоблення поверхні фігурок. Косівська мальована кераміка віднедавна внесена  до Репрезентативного списку нематеріальної культурної спадщини людства. Виготовлення косівської гуцульської кераміки дуже складне. Досі ніхто  не може її скопіювати.  Косівські керамісти створили власний стиль та  оберігають традиційну техніку створення місцевої мальованої кераміки. Важливою частиною роботи є розпис покритого білою глиною і підсушеного виробу. Після першого випалювання в гончарній печі на виріб наносять розпис зеленою, коричневою, жовтою  фарбами. Виріб покривають прозорою глазур'ю і випалюють удруге. Ніде у світі такої технології немає.

## Галерея

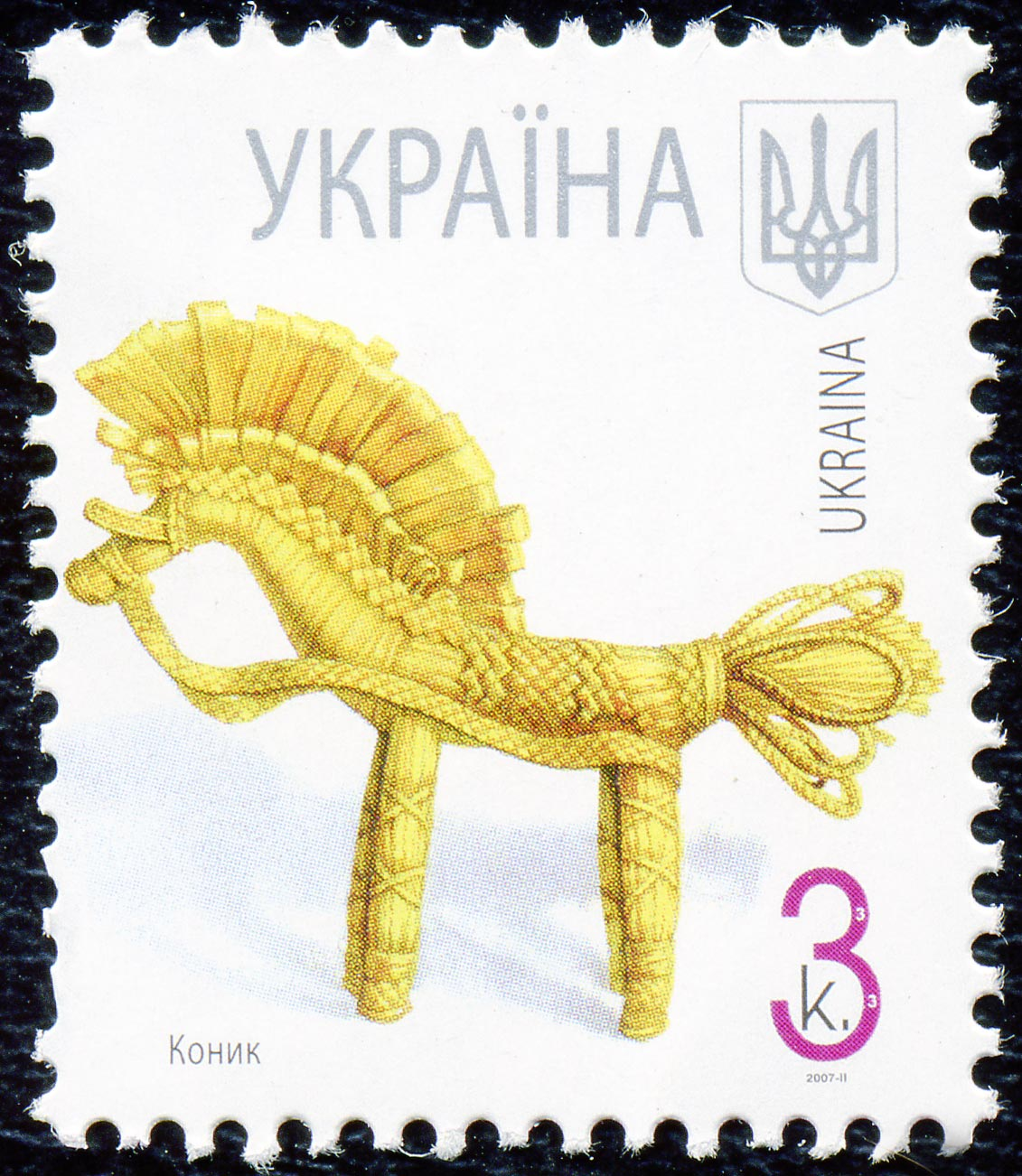
Поштова марка "Коник, 3к.", Пошта України, 2007 рік
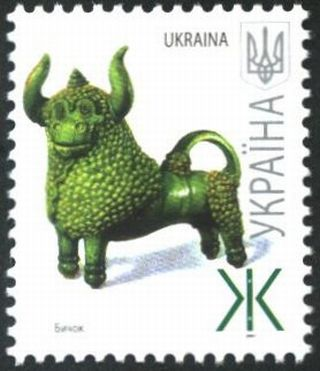
Поштова марка "Бичок, Ж", Пошта України, 2007 рік
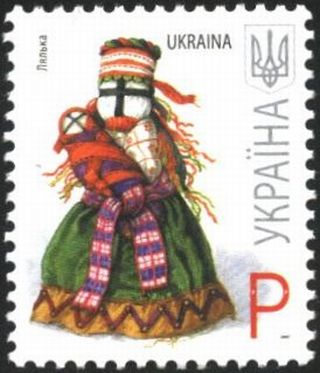
Поштова марка "Лялька, Р", Пошта України, 2007 рік
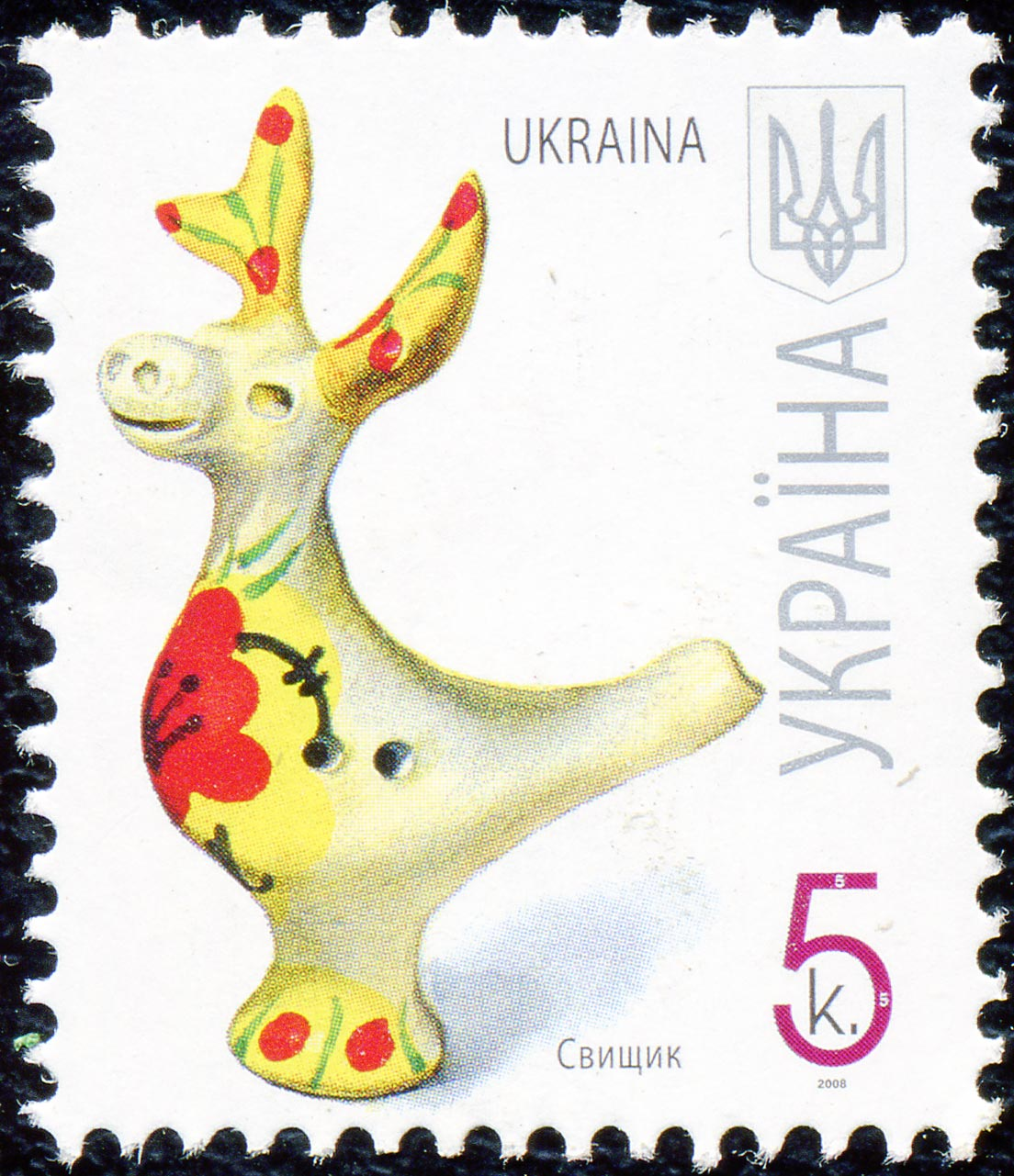
Поштова марка "Свищик, 5 к.", Пошта України, 2007 рік

## Див також
- Зозулка